# 国际油污防备、反应和合作公约
国际油污防备、反应和合作公约（英語：International Convention on Oil Pollution Preparedness, Response and Co-operation, OPRC），是1990年国际海事组织制订的国际公约。公约订于英国伦敦，于1995年5月13日生效，保存人是国际海事组织秘书长。

## 背景
各缔约国意识到保护人类环境特别是海洋环境的必要性；认识到船舶、近海装置、海港和油装卸设施的油污事故对海洋环境构成的严重威胁；注意到预防措施和防止工作对于最初避免油污的重要性，严格实施有关海上安全和防止海洋污染的现有文件（特别是《1974年国际海上人民安全公约》和经修正的《经1978年议定书修订的1973年国际防止船舶造成污染公约》）的必要性，以及提高运油船舶和近海装置的设计、操作和保养标准的迅速发展；注意到在发生油污事故时，迅速有效的行动对于减少此种事故可能造成的损害是必要的；强调为抗御油污事故做好有效准备的重要性及石油和航运界在此方面具有的重要作用；考虑到“污染者付款”的原则是国际环境法的普遍原则；各缔约国制订本公约各条款。

## 内容
公约规定各缔约国应对油污事故采取一切适当的防备和反应措施。公约还对油污应急计划、油污报告程序、收到油污报告时的行动、国家和区域的防备反应系统等做了规定。